# Polycentropodidae
Polycentropodidae là một họ côn trùng trong bộ Cánh lông.

## Các chi
Có khoảng 33 loài được ghi nhận trong họ Polycentropodidae:
- Adectophylax Neboiss, 1982 i c g
- Antillopsyche Banks, 1941 i c g
- Archaeoneureclipsis Ulmer, 1912 g
- Archaeopolycentra Botosaneanu & Wichard, 1983 g
- Cernotina Ross, 1938 i c g b
- Cyrnellus Banks, 1913 i c g
- Cyrnodes Ulmer, 1910 i c g
- Cyrnopsis Martynov, 1935 i c g
- Cyrnus Stephens, 1836 i c g
- Derobrochus Scudder, 1885 g
- Electrocyrnus Melnitsky & Ivanov, 2010 g
- Eoclipsis Sukacheva, 1994 g
- Eodipseudopsis Marlier, 1959 i c g
- Eoneureclipsis Kimmins, 1955 i c g
- Holocentropus McLachlan, 1878 i c g b
- Kambaitipsyche Malicky, 1992 i c g
- Leptobrochus Scudder, 1890 g
- Litobrochus Scudder, 1890 g
- Mesobrochus Scudder, 1890 g
- Neucentropus Martynov, 1907 i c g
- Neureclipsis McLachlan, 1864 i c g b
- Neurocentropus Navas, 1918 i c g
- Nyctiophylacodes Ulmer, 1912 g
- Nyctiophylax Brauer, 1865 i c g b (dinky light summer sedges)
- Pahamunaya Schmid, 1958 i c g
- Paladicella Scudder, 1890 g
- Plectrocentropus Sukacheva, 1994 g
- Plectrocnemia Stephens, 1836 i c g b
- Plectrocnemiella Mosely, 1934 i c g
- Polycentropus Curtis, 1835 i c g b
- Polyplectropus Ulmer, 1905 i c g
- Pseudoneureclipsis Ulmer, 1913 i c g
- Tasmanoplegas Neboiss, 1977 i c g

Data sources: i = ITIS, c = Catalogue of Life, g = GBIF, b = Bugguide.net

## Hình ảnh

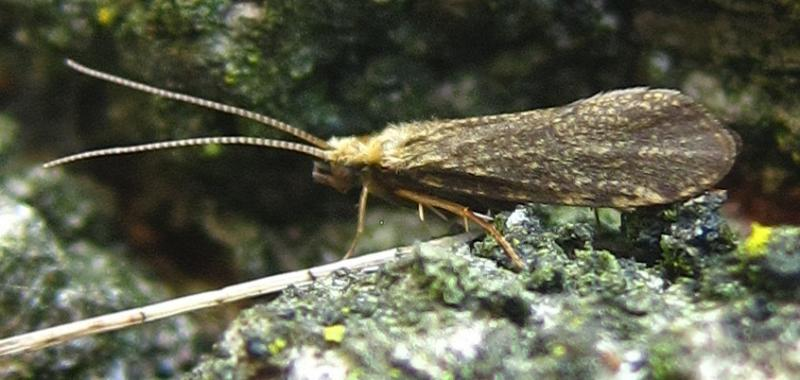